# Matt Craven
Matt Craven, właśc. Matthew John Crnkovich (ur. 10 listopada 1956 w Port Colborne) – kanadyjski aktor filmowy, telewizyjny i teatralny.

## Życiorys
Urodził się w Port Colborne w prowincji Ontario jako syn Joanne Leslie, fryzjerki, i Nicka Crnkovicha. Ojciec zmarł sześć tygodni po jego urodzeniu. Dorastał wraz z siostrą. Porzucił naukę w szkole średniej na drugim roku, aby zarobić pieniądze dla swojej rodziny. Pracował jako strażak, kierowca ciężarówki i barman.
W 1975 natknął się na ogłoszenie w lokalnej gazecie o propozycji udziału w musicalu Dracula wg powieści Brama Stokera na scenie Niagara Falls Music Theatre, gdzie dostał swoją pierwszą rolę aktorską jako Jonathon Harker.
W 1992 poślubił Sally Sutton. Mają dwoje dzieci: syna Nicholasa i córkę Josephine.

## Filmografia

### filmy fabularne
- 1979: Pulpety jako „Hardware” Renzetti
- 1981: Upiorne urodziny jako Steve Maxwell
- 1989: Zimna stal jako Howard
- 1990: Drabina Jakubowa jako Michael
- 1991: K2 jako Harold Jamison
- 1992: Ludzie honoru jako porucznik Dave Spradling
- 1995: Karmazynowy przypływ jako kapitan marynarki Roy Zimmer
- 1996: Pod presją jako Boone
- 1998: From the Earth to the Moon jako inżynier Tom Kelly
- 1998: Paulie – gadający ptak jako Warren Alweather
- 1998: Kusząca alternatywa jako Emmett Lach
- 2000: Na pierwszy rzut oka jako Walter
- 2001: Wojna Variana (TV) jako Beamish
- 2002: Znamię jako Eric
- 2003: Linia czasu jako Steven Kramer
- 2003: Życie za życie jako Dusty
- 2003: Deklaracja jako David
- 2004: Rozrachunek jako agent Fuller
- 2004: Bandido jako Fletcher
- 2005: Atak na posterunek jako Capra
- 2005: A Simple Curve jako Matthew
- 2005: Karol. Człowiek, który został papieżem jako Hans Frank
- 2006: Deja Vu jako Larry Minuti
- 2007: Niepokój jako Daniel „Dan” Brecht
- 2009: Wrogowie publiczni jako Gerry Campbell
- 2010: Diabeł jako Lustig
- 2011: X-Men: Pierwsza klasa jako dyrektor McCone CIA
- 2013: Świat w płomieniach jako agent Kellerman
- 2015: Stonewall jako Seymour Pine

### seriale TV
- 1996–1997: High Incident jako oficer Len Gayer
- 1998−1999: Lekarze z Los Angeles jako doktor Tim Lonner
- 2000: Norymberga jako kapitan Gustav Gilbert
- 2000–2001: Ostry dyżur jako Gordon Price
- 2002−2003: Puls miasta jako dr Michael Hirsch
- 2005: Bez śladu jako Larry Hopkins
- 2007: Raines jako kpt. Dan Lewis
- 2010: Pacyfik jako dr Grant
- 2010–2014: Justified: Bez przebaczenia jako Dan Grant, główny zastępca marszałka USA
- 2011-2013: Agenci NCIS jako sekretarz marynarki wojennej Clayton Jarvis
- 2012: Alcatraz jako pan K
- 2014–2015: Resurrection jako Fred Langston
- 2018: Ostre przedmioty jako Bill Vickery